# Okúlovo (Nóvgorod)
|  | Per a altres significats, vegeu «Okúlovo». |

Gússevo (en rus: Окулово) és un poble de l'óblast de Nóvgorod, a Rússia, segons el cens del 2010 tenia 19 habitants.